# 岡田正裕
岡田 正裕（おかだ まさひろ、1945年7月27日 - ）は、熊本県熊本市出身の元陸上競技選手・現指導者。専門は現役時・指導者ともに長距離走である。鎮西高等学校、亜細亜大学出身。

## 来歴
大学3年時には主将を務め、第43回箱根駅伝で母校を初出場に導く。同大会では9区を走り区間9位。チームは総合11位でシード権を逃した。4年時の第44回大会では3区を走り区間10位。チームは総合8位で初のシード権を獲得した。
1968年に地元食品メーカーのフンドーダイに就職。営業として社業に従事しながら陸上競技を継続。九州一周駅伝に10年連続出場し、33歳で現役を引退。
1986年から地元のスーパーマーケットチェーン・ニコニコドーに出向し女子陸上部を創設、監督に就任する。1988年ソウルオリンピック女子10000m代表の松野明美を育て、全国的な名声を得た。インタビューでは松野との出会いが「指導の原点として常にある」と述べている。
1998年、ニコニコドー女子陸上部が廃部となり、1999年に母校・亜細亜大学の陸上競技部監督に就任。しかし前監督だった大塚正美との引き継ぎが大学側の不手際で十分ではなく、その為に事情を知らない部員達からは「前監督を追いだした」という誤解からわだかまりも生まれ、関係改善まで半年ほどを要した。普段の生活の改善と、夏合宿では阿蘇で月間1100kmを超える猛練習を行い、高校時代無名だった部員達を妥協なく鍛え上げた。就任3年目の2001年、第78回箱根駅伝予選会を3位で通過し5年ぶりの本戦出場に導くと、本戦では総合7位に入り6年ぶりにシード権を獲得。翌第79回大会では総合17位に沈んだものの、第80回大会では大学史上最高順位となる総合3位。第81回大会は総合7位ながらも前回大会の記録を5分近く上回るなど、着実に力を付けていった。そして迎えた2006年の第82回箱根駅伝では、優勝候補の大学が悉く失速するなか、往路6位から追い上げ9区で先頭に立ち、亜細亜大学を初の総合優勝に導いた。
2008年3月限りで亜細亜大学陸上競技部の監督を勇退し、4月より九電工女子陸上部監督に就任する。しかし2 - 3年後に成果を出す自身の育成目標と短期的成果を求める九電工側との指導方針の違いにより、2009年3月に監督を辞任した。
2010年2月から、拓殖大学陸上競技部の監督に就任。当時の拓大は予選会で毎年のように通過圏内の成績を残しながら、関東インカレポイントによる減算タイムで他校に逆転を許し、予選落ちの憂き目にあっていた。就任を打診された岡田は選手寮を訪れてミーティングを開き、その真剣な表情から「監督としてこの子たちを箱根に連れて行こう」と就任を決意したという。亜細亜大学時代と同様に、普段の生活の改善、練習の質重視から量重視への転換といった改革を推し進め、就任1年目の第87回箱根駅伝予選会で1位通過を果たし、本戦でも大学歴代最高順位となる総合7位で13年ぶりのシード権を獲得した。その後も退任まで6年連続で本戦出場を果たした。
2019年の第95回箱根駅伝では大学史上初となる2年連続のシード権を獲得。同年3月限りで陸上部監督を勇退した。
2021年3月より小森コーポレーション陸上競技部のアドバイザーに就任。同年9月6日からはそれまで監督を務めていた本川一美に代わり、同部の総監督に就任。その後2022年4月15日より監督に就任したが、同年9月16日より加藤剛を監督代行とするかたちで総監督に復帰、翌2023年2月16日より顧問に就任し、2024年3月末をもって退任。

## 指導方針・スタイル
- ニコニコドー監督時代に練習拠点にしていた熊本県阿蘇のクロスカントリーコースで夏合宿を行い、選手の力量を見極めた[8]。
- 「箱根駅伝はトラックの10000m×2ではない」が持論で、練習は質より量を重視し、徹底した走りこみで脚を鍛える。箱根駅伝の区間配置は往路と復路のバランスを重視し、他の多くの大学に見られる往路偏重のオーダーは組まない[19]。亜細亜大学の監督時代には、練習の一環で部員達に度々東京都西多摩郡日の出町の寮から大学キャンパスまでの約30kmの道のりを走って通学させていた[20]。
- 亜細亜大学、拓殖大学いずれの監督就任時も、単身上京して選手寮に住み込み、選手と寝食を共にしている。ニコニコドー時代は同居はできなかったため、自宅近くに合宿所を作り、夜に外から様子をうかがって、就寝しているかどうかを確認していた[2]。
- 「20歳を過ぎた学生なのだから選手の自主性に任せるという手もある。しかしそれは指揮官の逃げでもある。自主性とはそんなに生易しいものではない」という考えに基づいて、選手達が卒業後社会人としてやっていけるように、生活指導を厳しくしている。寮の玄関に無造作に散らばっている靴を、全て外へ放り投げたことがある[21]。
- 長年営業畑を歩んできた経験から、「日頃からの挨拶」を最も重視している。2004年には部員が日の出町内で欠かさず行ってきた挨拶活動が評価され、陸上競技部が町から感謝状を贈られた[22]。

## 著書
- 『雑草軍団の箱根駅伝』ファーストプレス、2006年10月、ISBN 978-4903241302）
- 『とことん 駅伝で人を育てる』ベースボール・マガジン社、2019年10月、ISBN 978-4583112398